# نماذج كاتو الدقيقة للسكك الحديدية

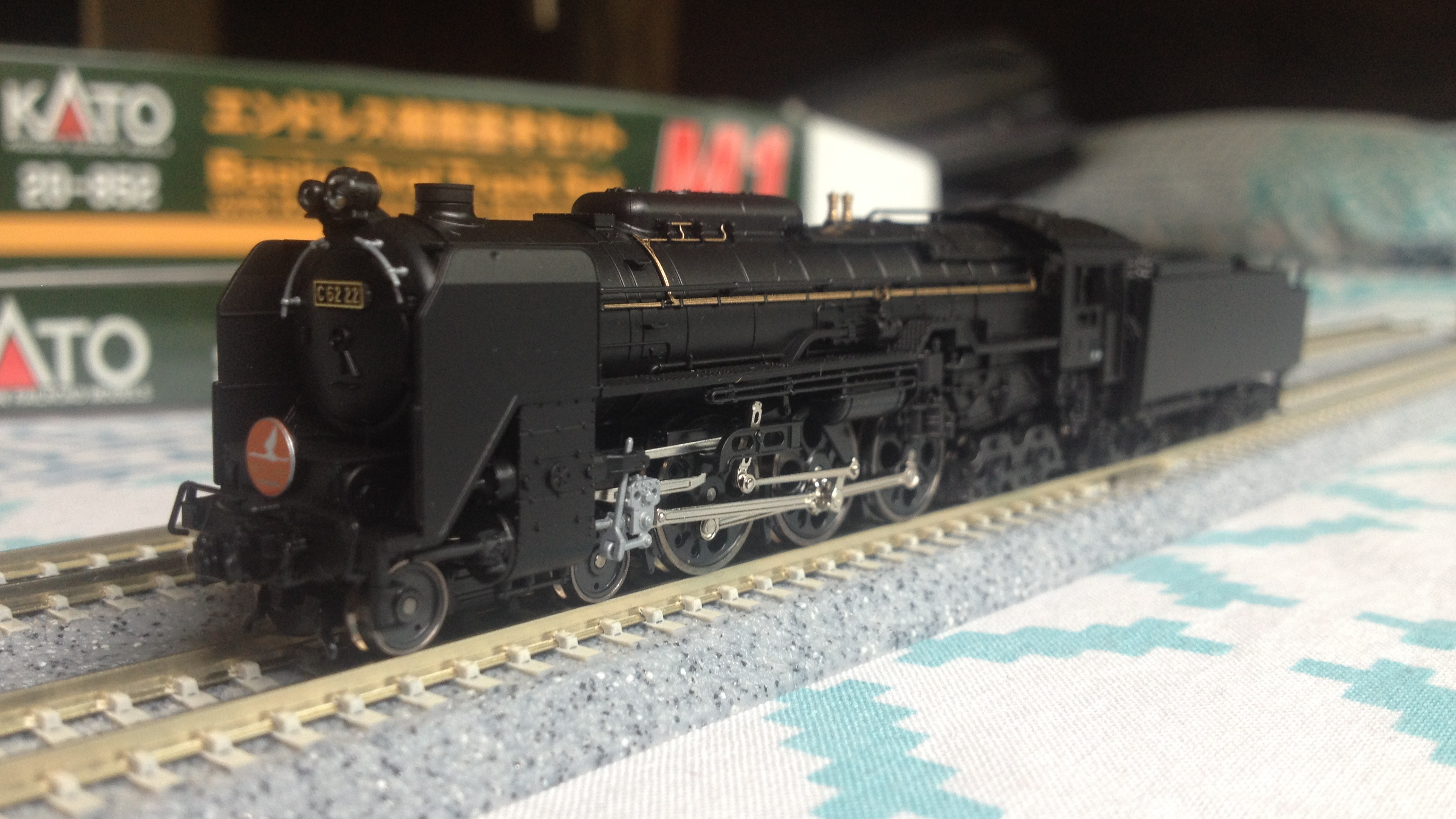
كاتو N-مقياس 4-6-4 C62 قاطرة بخارية.

كاتو دقة طرق السكك الحديدية (関水金属株式会社، Sekisui KiN Kabushikigaisha) هي شركة يابانية تصنع نماذج معدات السكك حديدية في مقياس N و HO. تأسست في عام 1957 ، وتصنع الشركة التي تتخذ من طوكيو مقراً لها نماذج مبنية على النماذج الأولي اليابانية (مثل قطار شينكانسن الرصاص ومحركات القطارات و محركات كيب) للسوق اليابانية ، والطرازات الأولي لأمريكا الشمالية للسوق الأمريكية في المناطق الشمالية لها والقطارات الأوروبية عالية السرعة للسوق الأوروبية. يتم التعامل مع تصميم وتوزيع النماذج للسوق الأمريكية الشمالية من قبل شركة تابعة لها في الولايات المتحدة، كاتو أمريكا، التي تأسست في عام 1986 ومقرها في شومبورغ، ولاية إلينوي.
تأسست شركات القطارات النموذجية كاتو (تُنطق باسم كاه-تو باليابانية) على يد يوجي كاتو ، والد للرئيس الحالي هيروشي كاتو ، من الشركة الأم سيكيسوي كينزوكو كو ، المحدودة.
توفي يوجي كاتو، مؤسس شركة سيكيسوي كينزوكو، المحدودة، في 21 نوفمبر 2016.

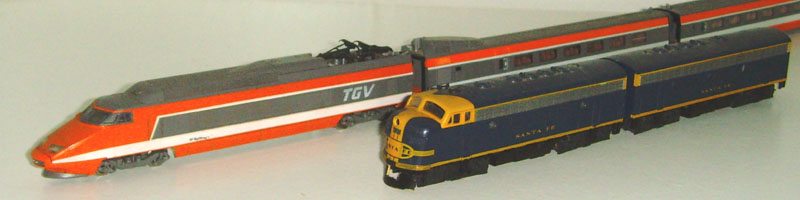
مقياس كاتو N TGV و EMD F7

## أنظر أيضاً
- تومي ، المنافس الرئيسي لكاتو في اليابان
- تي-تراك ، معيار معياري يستخدم كاتو يونيتراك